# Agapetus walkeri
Agapetus walkeri là một loài Trichoptera trong họ Glossosomatidae. Chúng phân bố ở miền Tân bắc.